# Suore di San Giuseppe di Rochester
Le Suore di San Giuseppe (in inglese Sisters of St. Joseph of Rochester; sigla S.S.J.) sono un istituto religioso femminile di diritto pontificio.

## Storia
La congregazione si riallaccia alla fondazione fatta a Le Puy-en-Velay dal sacerdote gesuita Jean-Pierre Médaille.
Le sue origini risalgono alla casa aperta nel 1854 a Canandaigua da un gruppo di suore di San Giuseppe della congregazione di Carondelet: nel 1868 fu eretta la diocesi di Rochester e le suore di Canandaigua passarono sotto la giurisdizione del nuovo vescovo, che le costituì in congregazione autonoma.
L'istituto ricevette il pontificio decreto di lode il 5 marzo 1957.

## Attività e diffusione
Le suore si dedicano all'educazione e alla cura dei malati.
Oltre che negli Stati Uniti d'America, sono presenti in Brasile; la sede generalizia è a Rochester.
Alla fine del 2015 l'istituto contava 210 religiose in 42 case.